# Route nationale 523
Pour les articles homonymes, voir Route 523.
La route nationale 523 ou RN 523 est une route nationale française reliant Saint-Martin-d'Hères à Montmélian.
À la suite de la réforme de 1972, elle a été déclassée en :
- RD 523 en Isère;
- RD 923 en Savoie.

## Tracé de Saint-Martin-d'Hères à Montmélian

### Isere (RD 523)
- Saint-Martin-d'Hères (km 0)
- Gières (km 5)
- Murianette (km 7)
- Domène (km 9)
- Le Versoud (km 11)
- Villard-Bonnot (km 15)
- Froges (km 20)
- Le Champ-près-Froges (km 21)
- La Pierre (km 22)
- Tencin (km 24)
- Goncelin (km 29)
- Le Cheylas (km 33)
- Pontcharra (km 39)

### Savoie (RD 923)
- Laissaud (km 41)
- Montmélian (km 48)